# Александровка (Смоленский район, Алтайский край)
Александровка — село в Смоленском районе Алтайского края. Входит в состав Кировского сельсовета.

## История
Основано в 1924 г. В 1928 году посёлок Александровский состоял из 41 хозяйства, основное население — русские. В административном отношении входил в состав Смоленского сельсовета Смоленского района Бийского округа Сибирского края.

## Население
| 1926 | 1997 | 1998 | 1999 | 2000 | 2001 |
| ---- | ---- | ---- | ---- | ---- | ---- |
| 575  | ↘341 | ↘332 | ↘328 | ↘323 | ↗324 |
| 2002 | 2003 | 2004 | 2005 | 2006 | 2007 |
| ↘299 | ↗303 | ↗307 | ↘289 | ↗298 | ↘291 |
| 2008 | 2009 | 2010 | 2011 | 2012 | 2013 |
| ↗304 | ↗317 | ↘270 | ↘268 | ↘267 | ↘256 |

Национальный состав
Согласно результатам переписи 2002 года, в национальной структуре населения русские составляли 89 %.